# 藤麿
藤麿（ふじまる、生年不詳 - 文政13年〈1830年〉春）とは、江戸時代の浮世絵師。

## 来歴
喜多川歌麿の門人といわれている。姓不詳だが、後述する史料により内藤とも考えられる。名は維則。不二麻呂・紅霞斎・紫園・紫峰・紫霞斎・芳州・蓉山・酒仙など数多くの画号をもつ。ただし、肉筆美人画の落款は大半が「藤麿」で、「喜多川」の画姓が記された作品は報告されていない。武家の出身と言われる。錦絵や版本の挿絵はほとんど見られず、僅かに摺物「花見の踊り」（ボストン美術館所蔵）のみ確認されている。寛政から文政期（1789年 - 1830年）にかけて肉筆美人画を描く。現存作品数は50点ほどである。その画風は師の歌麿風に追随せずに、独自の雰囲気をかもし出している。歌麿弟子入り以前は南画を学んでいたと思われ、他にも窪俊満や歌川豊春との関係や、芸術を愛好した狂歌師らとの交流も指摘されている。文政8年（1825年）11月刊の『上野下野武蔵下総 当時諸家人名録』に「業和画 唐画 紫峰 号客山（蓉山の誤りか） 酒泉堂　武（蔵）本庄　内藤藤麿」とあり、文政初頭頃には本庄（現在の埼玉県本庄市）に来ていたとも推測され、当地で没した。墓所は不明。

## 作品
| 作品名                 | 技法     | 形状・員数 | 寸法（縦x横cm） | 所有者                                     | 年代                    | 落款・印章                                                                     | 備考 |
| ---------------------- | -------- | ---------- | --------------- | ------------------------------------------ | ----------------------- | ------------------------------------------------------------------------------ | --- |
| 遊女立姿図             | 紙本着色 | 1幅        | 88.3x33.3       | 東京国立博物館                             |                         | 款記「藤麿筆」/「芳州」朱文方印・「印文不明」白文方印                          | |
| 美人春夏秋冬図         | 紙本     | 四幅対     |                 | 浮世絵太田記念美術館                       |                         |                                                                                | |
| 雨中の芸妓図           | 絹本着色 | 1幅        |                 | 浮世絵太田記念美術館                       |                         |                                                                                | |
| 見立六歌仙図           | 絹本着色 | 1幅        |                 | たばこと塩の博物館                         |                         |                                                                                | |
| 大原女花見図           | 絹本着色 | 1幅        |                 | たばこと塩の博物館                         |                         |                                                                                | |
| 俄雨図                 | 絹本着色 | 1幅        |                 | ニューオータニ美術館                       | 1820年（文政3年）       | 款記「文政庚辰秋仲 紫藤花」/「紫霞齋」朱文方印・「重」朱文円印                 | |
| 雨乞小町図             | 絹本着色 | 1幅        |                 | ニューオータニ美術館                       |                         | 款記「紫藤麿筆」/「紫園」朱文方印・「藤麿」朱文円印                            | |
| ほととぎすを見る親子図 | 絹本着色 | 1幅        |                 | 千葉市美術館                               |                         | 款記「藤麿筆」/「酒仙」朱文方印・「藤麿」白文方印                              | |
| 御殿山花見之図         | 絹本着色 | 1幅        |                 | 摘水軒記念文化振興財団（千葉市美術館寄託） |                         |                                                                                | |
| 遊君立花図             | 絹本着色 | 1幅        |                 | 奈良県立美術館                             |                         |                                                                                | |
| 母子採芒図             | 紙本着色 | 1幅        |                 | 熊本県立美術館                             | 1804-18年頃（文化期）   |                                                                                | |
| 鍬を持つ美人図         | 絹本着色 | 1幅        |                 | 熊本県立美術館                             |                         | 款記「藤麿筆」/「芳州」朱文方印・白文方印（印文不明）                          | |
| 見立六歌仙図           | 絹本着色 | 1幅        | 108.6x42.7      | ボストン美術館                             |                         |                                                                                | |
| 時鳥を聞く茶摘女       | 絹本着色 | 1幅        | 89.5x32.6       | ボストン美術館                             | 1804-18年頃（文化期）   |                                                                                | |
| 海老屋内春日野図       | 絹本着色 | 1幅        | 103.4x35.1      | ボストン美術館                             | 1824年（文政7年）       | 款記「文政甲申之春日 應嘱藤麿維則冩」/「紫霞斎」白文方印・「蓉山」朱文団扇形印 | 画賛「花のすがた 海老屋にうつす 女郎花 にほひを筆に かすかのゝ君 梅花」。画賛から描かれているのは、吉原海老屋の遊女春日野と見られる。 |
| 大原女図               | 絹本着色 | 1幅        |                 | ウェストンコレクション（シカゴ）           | 1804-18年頃（文化期）   | 款記「藤麿筆」/「芳州」朱文方印・「紫之印」白文方印                            | |
| 美人戯戌図             | 絹本着色 | 1幅        |                 | ウェストンコレクション（シカゴ）           | 1824年（文政7年）       | 款記「文政甲申之初夏紫峰老人藤麿」/「紫峰」朱文方印・「藤麿」朱文方印          | |
| 海浜遊興図             | 絹本着色 | 1幅        |                 | キヨッソーネ東洋美術館                     | 1808-14年（文化5-11年） |                                                                                | |
| 子をあやす女たち       | 紙本着色 | 1幅        | 91.0x28.5       | ケルン市立東洋美術館                       | 1804-18年頃（文化期）   | 款記「藤麿画」/「芳州」朱文方印・「紫之印」白文方印                            | |